# Snaith
Snaith è un paese di 5.000 abitanti dell'East Riding of Yorkshire, in Inghilterra. Fa parte della parrocchia civile di Snaith and Cowick.